# Danmarks sjoveste mand
Danmarks sjoveste mand er en dansk kortfilm fra 2005, der er instrueret af Mads Kamp Thulstrup efter manuskript af Jacob Weinreich.

## Handling
En evigt jaloux stand-up-komiker er sygeligt fikseret i sin kones gøren og laden, og det bliver en stor belastning for dem begge.